# Donald Johansson
Donald Johansson   (Suècia, 29 d'agost de 1913 - 9 de setembre de 2004) va ser un esquiador de fons suec que va competir durant la dècada de 1930. En el seu palmarès destaca una medalla de bronze al Campionat del Món d'esquí nòrdic de 1938.